# Augusto Porozo
Augusto Jesús Porozo Caicedo (Guayaquil, 1974. április 13. – ) ecuadori válogatott labdarúgó.

## Pályafutása

### Klubcsapatban
Pályafutása nagy részében az Emelec csapatában játszott, melynek színeiben 1993 és 2004 között 324 alkalommal lépett pályára, ezalatt négy bajnoki címet szerzett. Később játszott még a Quito-i Barcelona SC, a perui Alianza Lima, az El Nacional, a Macará és a Mushuc Runa Ambato együtteseiben is.  

### A válogatottban
1994 és 2004 között 38 alkalommal szerepelt az ecuadori válogatottban és 1 gólt szerzett. Részt vett a 2001-es Copa Américán, a 2002-es CONCACAF-aranykupán és a 2002-es világbajnokságon, ahol mindhárom csoportmérkőzésen kezdőként lépett pályára.

## Sikerei, díjai
CS Emelec
- Ecuadori bajnok (4): 1993, 1994, 2001, 2002